# The Mystery of the Glass Tubes
The Mystery of the Glass Tubes è un cortometraggio muto del 1914 diretto da Ben F. Wilson.
Undicesimo episodio della serie Edison The Chronicles of Cleek.

## Produzione
Il film fu prodotto dalla Edison Company.

## Distribuzione
Distribuito dalla General Film Company, il film - un cortometraggio in una bobina - uscì nelle sale cinematografiche degli Stati Uniti il 29 settembre 1914.